# Fokion
Fokion, född 402 f.Kr. i Aten, död där 318 f.Kr., var en atensk statsman och militär. Han var känd som rättfärdig och måttlig och har därför ibland kallats Fokion den gode.
Fokion var sin tids största militär i Aten och blev under ett stort antal år vald till strateg (folkvald general). Han var även en aktiv ledamot av Atens folkförsamling även om hans entusiasm för den atenska demokratin var måttlig och han i slutet av sitt liv medverkade till dess fall. 
Efter Alexander den stores död år 323 f.Kr. pläderade en majoritet av grekerna för att tiden var inne för att göra sig fria från den makedonska överhögheten. När lamiska kriget (323-322 f.Kr) bröt ut deltog Fokion trots att han argumenterat emot kriget. Efter atenarnas förlust i kriget sändes Fokion ut för att förhandla fredsvillkoren med den makedonska generalen Antipatros. De hårda fredsvillkoren innebar att makedonierna besatte Atens hamnstad Pireus och att den atenska demokratin ersattes med en oligarki under Fokions ledning. 
Fokions regim varade från 322 till 318 f.Kr. När Antipatros dog allierade hans efterträdare Polysperchon sig med demokraterna i Aten. Fokion sökte då stöd hos den makedonska garnisonen i Pireus som var lojal med Polyperchons rival Kassandros. Detta ansåg atenarna var en skymf och Fokion tvingades fly till Polyperchon. Denne sände tillbaka honom till Aten i bojor där han anklagades för förräderi och avrättades år 318 f.Kr.
Fokions död i vanära skildras i Nicolas Poussins Fokions begravning där hans lik förs ut av två trogna slavar då han inte tilläts få en begravning i Aten. När Demetrios från Faleron utnämndes till ståthållare i Aten året därpå rehabiliterades Fokion. 